# Фезера маневр
Маневр Фезера — ідея в шаховій композиції кооперативного жанру. Суть ідеї — чорні ходять через поле на якому в початковій позиції стоїть чорний король.

## Історія
Ідею запропонував англійський шаховий композитор Крістофер Фезер (24.03.1947).
В початковій позиції чорний король стоїть на певному полі. Для досягнення мети чорна фігура повинна пройти через поле, на якому стоїть чорний король, тому він повинен покинути це поле, даючи можливість іншій своїй фігурі пройти через це тематичне поле.
Ідея дістала назву — маневр Фезера, в деяких виданнях ця ідея має назву — тема Фезера. Крісу Фезеру іще належить ідея утворення близнюків.
|   | a | b | c | d | e | f | g | h |   |
| 8 | d8 чорна тура · f8 чорний кінь · g8 білий слон · d7 чорний пішак · f7 білий кінь · a6 чорна тура · e6 чорний король · f6 білий кінь · h6 біла тура · h5 білий пішак · e4 чорний ферзь · f4 білий пішак · e3 чорний кінь · a2 чорний слон · e1 білий король | d8 чорна тура · f8 чорний кінь · g8 білий слон · d7 чорний пішак · f7 білий кінь · a6 чорна тура · e6 чорний король · f6 білий кінь · h6 біла тура · h5 білий пішак · e4 чорний ферзь · f4 білий пішак · e3 чорний кінь · a2 чорний слон · e1 білий король | d8 чорна тура · f8 чорний кінь · g8 білий слон · d7 чорний пішак · f7 білий кінь · a6 чорна тура · e6 чорний король · f6 білий кінь · h6 біла тура · h5 білий пішак · e4 чорний ферзь · f4 білий пішак · e3 чорний кінь · a2 чорний слон · e1 білий король | d8 чорна тура · f8 чорний кінь · g8 білий слон · d7 чорний пішак · f7 білий кінь · a6 чорна тура · e6 чорний король · f6 білий кінь · h6 біла тура · h5 білий пішак · e4 чорний ферзь · f4 білий пішак · e3 чорний кінь · a2 чорний слон · e1 білий король | d8 чорна тура · f8 чорний кінь · g8 білий слон · d7 чорний пішак · f7 білий кінь · a6 чорна тура · e6 чорний король · f6 білий кінь · h6 біла тура · h5 білий пішак · e4 чорний ферзь · f4 білий пішак · e3 чорний кінь · a2 чорний слон · e1 білий король | d8 чорна тура · f8 чорний кінь · g8 білий слон · d7 чорний пішак · f7 білий кінь · a6 чорна тура · e6 чорний король · f6 білий кінь · h6 біла тура · h5 білий пішак · e4 чорний ферзь · f4 білий пішак · e3 чорний кінь · a2 чорний слон · e1 білий король | d8 чорна тура · f8 чорний кінь · g8 білий слон · d7 чорний пішак · f7 білий кінь · a6 чорна тура · e6 чорний король · f6 білий кінь · h6 біла тура · h5 білий пішак · e4 чорний ферзь · f4 білий пішак · e3 чорний кінь · a2 чорний слон · e1 білий король | d8 чорна тура · f8 чорний кінь · g8 білий слон · d7 чорний пішак · f7 білий кінь · a6 чорна тура · e6 чорний король · f6 білий кінь · h6 біла тура · h5 білий пішак · e4 чорний ферзь · f4 білий пішак · e3 чорний кінь · a2 чорний слон · e1 білий король | 8 |
| 7 | d8 чорна тура · f8 чорний кінь · g8 білий слон · d7 чорний пішак · f7 білий кінь · a6 чорна тура · e6 чорний король · f6 білий кінь · h6 біла тура · h5 білий пішак · e4 чорний ферзь · f4 білий пішак · e3 чорний кінь · a2 чорний слон · e1 білий король | d8 чорна тура · f8 чорний кінь · g8 білий слон · d7 чорний пішак · f7 білий кінь · a6 чорна тура · e6 чорний король · f6 білий кінь · h6 біла тура · h5 білий пішак · e4 чорний ферзь · f4 білий пішак · e3 чорний кінь · a2 чорний слон · e1 білий король | d8 чорна тура · f8 чорний кінь · g8 білий слон · d7 чорний пішак · f7 білий кінь · a6 чорна тура · e6 чорний король · f6 білий кінь · h6 біла тура · h5 білий пішак · e4 чорний ферзь · f4 білий пішак · e3 чорний кінь · a2 чорний слон · e1 білий король | d8 чорна тура · f8 чорний кінь · g8 білий слон · d7 чорний пішак · f7 білий кінь · a6 чорна тура · e6 чорний король · f6 білий кінь · h6 біла тура · h5 білий пішак · e4 чорний ферзь · f4 білий пішак · e3 чорний кінь · a2 чорний слон · e1 білий король | d8 чорна тура · f8 чорний кінь · g8 білий слон · d7 чорний пішак · f7 білий кінь · a6 чорна тура · e6 чорний король · f6 білий кінь · h6 біла тура · h5 білий пішак · e4 чорний ферзь · f4 білий пішак · e3 чорний кінь · a2 чорний слон · e1 білий король | d8 чорна тура · f8 чорний кінь · g8 білий слон · d7 чорний пішак · f7 білий кінь · a6 чорна тура · e6 чорний король · f6 білий кінь · h6 біла тура · h5 білий пішак · e4 чорний ферзь · f4 білий пішак · e3 чорний кінь · a2 чорний слон · e1 білий король | d8 чорна тура · f8 чорний кінь · g8 білий слон · d7 чорний пішак · f7 білий кінь · a6 чорна тура · e6 чорний король · f6 білий кінь · h6 біла тура · h5 білий пішак · e4 чорний ферзь · f4 білий пішак · e3 чорний кінь · a2 чорний слон · e1 білий король | d8 чорна тура · f8 чорний кінь · g8 білий слон · d7 чорний пішак · f7 білий кінь · a6 чорна тура · e6 чорний король · f6 білий кінь · h6 біла тура · h5 білий пішак · e4 чорний ферзь · f4 білий пішак · e3 чорний кінь · a2 чорний слон · e1 білий король | 7 |
| 6 | d8 чорна тура · f8 чорний кінь · g8 білий слон · d7 чорний пішак · f7 білий кінь · a6 чорна тура · e6 чорний король · f6 білий кінь · h6 біла тура · h5 білий пішак · e4 чорний ферзь · f4 білий пішак · e3 чорний кінь · a2 чорний слон · e1 білий король | d8 чорна тура · f8 чорний кінь · g8 білий слон · d7 чорний пішак · f7 білий кінь · a6 чорна тура · e6 чорний король · f6 білий кінь · h6 біла тура · h5 білий пішак · e4 чорний ферзь · f4 білий пішак · e3 чорний кінь · a2 чорний слон · e1 білий король | d8 чорна тура · f8 чорний кінь · g8 білий слон · d7 чорний пішак · f7 білий кінь · a6 чорна тура · e6 чорний король · f6 білий кінь · h6 біла тура · h5 білий пішак · e4 чорний ферзь · f4 білий пішак · e3 чорний кінь · a2 чорний слон · e1 білий король | d8 чорна тура · f8 чорний кінь · g8 білий слон · d7 чорний пішак · f7 білий кінь · a6 чорна тура · e6 чорний король · f6 білий кінь · h6 біла тура · h5 білий пішак · e4 чорний ферзь · f4 білий пішак · e3 чорний кінь · a2 чорний слон · e1 білий король | d8 чорна тура · f8 чорний кінь · g8 білий слон · d7 чорний пішак · f7 білий кінь · a6 чорна тура · e6 чорний король · f6 білий кінь · h6 біла тура · h5 білий пішак · e4 чорний ферзь · f4 білий пішак · e3 чорний кінь · a2 чорний слон · e1 білий король | d8 чорна тура · f8 чорний кінь · g8 білий слон · d7 чорний пішак · f7 білий кінь · a6 чорна тура · e6 чорний король · f6 білий кінь · h6 біла тура · h5 білий пішак · e4 чорний ферзь · f4 білий пішак · e3 чорний кінь · a2 чорний слон · e1 білий король | d8 чорна тура · f8 чорний кінь · g8 білий слон · d7 чорний пішак · f7 білий кінь · a6 чорна тура · e6 чорний король · f6 білий кінь · h6 біла тура · h5 білий пішак · e4 чорний ферзь · f4 білий пішак · e3 чорний кінь · a2 чорний слон · e1 білий король | d8 чорна тура · f8 чорний кінь · g8 білий слон · d7 чорний пішак · f7 білий кінь · a6 чорна тура · e6 чорний король · f6 білий кінь · h6 біла тура · h5 білий пішак · e4 чорний ферзь · f4 білий пішак · e3 чорний кінь · a2 чорний слон · e1 білий король | 6 |
| 5 | d8 чорна тура · f8 чорний кінь · g8 білий слон · d7 чорний пішак · f7 білий кінь · a6 чорна тура · e6 чорний король · f6 білий кінь · h6 біла тура · h5 білий пішак · e4 чорний ферзь · f4 білий пішак · e3 чорний кінь · a2 чорний слон · e1 білий король | d8 чорна тура · f8 чорний кінь · g8 білий слон · d7 чорний пішак · f7 білий кінь · a6 чорна тура · e6 чорний король · f6 білий кінь · h6 біла тура · h5 білий пішак · e4 чорний ферзь · f4 білий пішак · e3 чорний кінь · a2 чорний слон · e1 білий король | d8 чорна тура · f8 чорний кінь · g8 білий слон · d7 чорний пішак · f7 білий кінь · a6 чорна тура · e6 чорний король · f6 білий кінь · h6 біла тура · h5 білий пішак · e4 чорний ферзь · f4 білий пішак · e3 чорний кінь · a2 чорний слон · e1 білий король | d8 чорна тура · f8 чорний кінь · g8 білий слон · d7 чорний пішак · f7 білий кінь · a6 чорна тура · e6 чорний король · f6 білий кінь · h6 біла тура · h5 білий пішак · e4 чорний ферзь · f4 білий пішак · e3 чорний кінь · a2 чорний слон · e1 білий король | d8 чорна тура · f8 чорний кінь · g8 білий слон · d7 чорний пішак · f7 білий кінь · a6 чорна тура · e6 чорний король · f6 білий кінь · h6 біла тура · h5 білий пішак · e4 чорний ферзь · f4 білий пішак · e3 чорний кінь · a2 чорний слон · e1 білий король | d8 чорна тура · f8 чорний кінь · g8 білий слон · d7 чорний пішак · f7 білий кінь · a6 чорна тура · e6 чорний король · f6 білий кінь · h6 біла тура · h5 білий пішак · e4 чорний ферзь · f4 білий пішак · e3 чорний кінь · a2 чорний слон · e1 білий король | d8 чорна тура · f8 чорний кінь · g8 білий слон · d7 чорний пішак · f7 білий кінь · a6 чорна тура · e6 чорний король · f6 білий кінь · h6 біла тура · h5 білий пішак · e4 чорний ферзь · f4 білий пішак · e3 чорний кінь · a2 чорний слон · e1 білий король | d8 чорна тура · f8 чорний кінь · g8 білий слон · d7 чорний пішак · f7 білий кінь · a6 чорна тура · e6 чорний король · f6 білий кінь · h6 біла тура · h5 білий пішак · e4 чорний ферзь · f4 білий пішак · e3 чорний кінь · a2 чорний слон · e1 білий король | 5 |
| 4 | d8 чорна тура · f8 чорний кінь · g8 білий слон · d7 чорний пішак · f7 білий кінь · a6 чорна тура · e6 чорний король · f6 білий кінь · h6 біла тура · h5 білий пішак · e4 чорний ферзь · f4 білий пішак · e3 чорний кінь · a2 чорний слон · e1 білий король | d8 чорна тура · f8 чорний кінь · g8 білий слон · d7 чорний пішак · f7 білий кінь · a6 чорна тура · e6 чорний король · f6 білий кінь · h6 біла тура · h5 білий пішак · e4 чорний ферзь · f4 білий пішак · e3 чорний кінь · a2 чорний слон · e1 білий король | d8 чорна тура · f8 чорний кінь · g8 білий слон · d7 чорний пішак · f7 білий кінь · a6 чорна тура · e6 чорний король · f6 білий кінь · h6 біла тура · h5 білий пішак · e4 чорний ферзь · f4 білий пішак · e3 чорний кінь · a2 чорний слон · e1 білий король | d8 чорна тура · f8 чорний кінь · g8 білий слон · d7 чорний пішак · f7 білий кінь · a6 чорна тура · e6 чорний король · f6 білий кінь · h6 біла тура · h5 білий пішак · e4 чорний ферзь · f4 білий пішак · e3 чорний кінь · a2 чорний слон · e1 білий король | d8 чорна тура · f8 чорний кінь · g8 білий слон · d7 чорний пішак · f7 білий кінь · a6 чорна тура · e6 чорний король · f6 білий кінь · h6 біла тура · h5 білий пішак · e4 чорний ферзь · f4 білий пішак · e3 чорний кінь · a2 чорний слон · e1 білий король | d8 чорна тура · f8 чорний кінь · g8 білий слон · d7 чорний пішак · f7 білий кінь · a6 чорна тура · e6 чорний король · f6 білий кінь · h6 біла тура · h5 білий пішак · e4 чорний ферзь · f4 білий пішак · e3 чорний кінь · a2 чорний слон · e1 білий король | d8 чорна тура · f8 чорний кінь · g8 білий слон · d7 чорний пішак · f7 білий кінь · a6 чорна тура · e6 чорний король · f6 білий кінь · h6 біла тура · h5 білий пішак · e4 чорний ферзь · f4 білий пішак · e3 чорний кінь · a2 чорний слон · e1 білий король | d8 чорна тура · f8 чорний кінь · g8 білий слон · d7 чорний пішак · f7 білий кінь · a6 чорна тура · e6 чорний король · f6 білий кінь · h6 біла тура · h5 білий пішак · e4 чорний ферзь · f4 білий пішак · e3 чорний кінь · a2 чорний слон · e1 білий король | 4 |
| 3 | d8 чорна тура · f8 чорний кінь · g8 білий слон · d7 чорний пішак · f7 білий кінь · a6 чорна тура · e6 чорний король · f6 білий кінь · h6 біла тура · h5 білий пішак · e4 чорний ферзь · f4 білий пішак · e3 чорний кінь · a2 чорний слон · e1 білий король | d8 чорна тура · f8 чорний кінь · g8 білий слон · d7 чорний пішак · f7 білий кінь · a6 чорна тура · e6 чорний король · f6 білий кінь · h6 біла тура · h5 білий пішак · e4 чорний ферзь · f4 білий пішак · e3 чорний кінь · a2 чорний слон · e1 білий король | d8 чорна тура · f8 чорний кінь · g8 білий слон · d7 чорний пішак · f7 білий кінь · a6 чорна тура · e6 чорний король · f6 білий кінь · h6 біла тура · h5 білий пішак · e4 чорний ферзь · f4 білий пішак · e3 чорний кінь · a2 чорний слон · e1 білий король | d8 чорна тура · f8 чорний кінь · g8 білий слон · d7 чорний пішак · f7 білий кінь · a6 чорна тура · e6 чорний король · f6 білий кінь · h6 біла тура · h5 білий пішак · e4 чорний ферзь · f4 білий пішак · e3 чорний кінь · a2 чорний слон · e1 білий король | d8 чорна тура · f8 чорний кінь · g8 білий слон · d7 чорний пішак · f7 білий кінь · a6 чорна тура · e6 чорний король · f6 білий кінь · h6 біла тура · h5 білий пішак · e4 чорний ферзь · f4 білий пішак · e3 чорний кінь · a2 чорний слон · e1 білий король | d8 чорна тура · f8 чорний кінь · g8 білий слон · d7 чорний пішак · f7 білий кінь · a6 чорна тура · e6 чорний король · f6 білий кінь · h6 біла тура · h5 білий пішак · e4 чорний ферзь · f4 білий пішак · e3 чорний кінь · a2 чорний слон · e1 білий король | d8 чорна тура · f8 чорний кінь · g8 білий слон · d7 чорний пішак · f7 білий кінь · a6 чорна тура · e6 чорний король · f6 білий кінь · h6 біла тура · h5 білий пішак · e4 чорний ферзь · f4 білий пішак · e3 чорний кінь · a2 чорний слон · e1 білий король | d8 чорна тура · f8 чорний кінь · g8 білий слон · d7 чорний пішак · f7 білий кінь · a6 чорна тура · e6 чорний король · f6 білий кінь · h6 біла тура · h5 білий пішак · e4 чорний ферзь · f4 білий пішак · e3 чорний кінь · a2 чорний слон · e1 білий король | 3 |
| 2 | d8 чорна тура · f8 чорний кінь · g8 білий слон · d7 чорний пішак · f7 білий кінь · a6 чорна тура · e6 чорний король · f6 білий кінь · h6 біла тура · h5 білий пішак · e4 чорний ферзь · f4 білий пішак · e3 чорний кінь · a2 чорний слон · e1 білий король | d8 чорна тура · f8 чорний кінь · g8 білий слон · d7 чорний пішак · f7 білий кінь · a6 чорна тура · e6 чорний король · f6 білий кінь · h6 біла тура · h5 білий пішак · e4 чорний ферзь · f4 білий пішак · e3 чорний кінь · a2 чорний слон · e1 білий король | d8 чорна тура · f8 чорний кінь · g8 білий слон · d7 чорний пішак · f7 білий кінь · a6 чорна тура · e6 чорний король · f6 білий кінь · h6 біла тура · h5 білий пішак · e4 чорний ферзь · f4 білий пішак · e3 чорний кінь · a2 чорний слон · e1 білий король | d8 чорна тура · f8 чорний кінь · g8 білий слон · d7 чорний пішак · f7 білий кінь · a6 чорна тура · e6 чорний король · f6 білий кінь · h6 біла тура · h5 білий пішак · e4 чорний ферзь · f4 білий пішак · e3 чорний кінь · a2 чорний слон · e1 білий король | d8 чорна тура · f8 чорний кінь · g8 білий слон · d7 чорний пішак · f7 білий кінь · a6 чорна тура · e6 чорний король · f6 білий кінь · h6 біла тура · h5 білий пішак · e4 чорний ферзь · f4 білий пішак · e3 чорний кінь · a2 чорний слон · e1 білий король | d8 чорна тура · f8 чорний кінь · g8 білий слон · d7 чорний пішак · f7 білий кінь · a6 чорна тура · e6 чорний король · f6 білий кінь · h6 біла тура · h5 білий пішак · e4 чорний ферзь · f4 білий пішак · e3 чорний кінь · a2 чорний слон · e1 білий король | d8 чорна тура · f8 чорний кінь · g8 білий слон · d7 чорний пішак · f7 білий кінь · a6 чорна тура · e6 чорний король · f6 білий кінь · h6 біла тура · h5 білий пішак · e4 чорний ферзь · f4 білий пішак · e3 чорний кінь · a2 чорний слон · e1 білий король | d8 чорна тура · f8 чорний кінь · g8 білий слон · d7 чорний пішак · f7 білий кінь · a6 чорна тура · e6 чорний король · f6 білий кінь · h6 біла тура · h5 білий пішак · e4 чорний ферзь · f4 білий пішак · e3 чорний кінь · a2 чорний слон · e1 білий король | 2 |
| 1 | d8 чорна тура · f8 чорний кінь · g8 білий слон · d7 чорний пішак · f7 білий кінь · a6 чорна тура · e6 чорний король · f6 білий кінь · h6 біла тура · h5 білий пішак · e4 чорний ферзь · f4 білий пішак · e3 чорний кінь · a2 чорний слон · e1 білий король | d8 чорна тура · f8 чорний кінь · g8 білий слон · d7 чорний пішак · f7 білий кінь · a6 чорна тура · e6 чорний король · f6 білий кінь · h6 біла тура · h5 білий пішак · e4 чорний ферзь · f4 білий пішак · e3 чорний кінь · a2 чорний слон · e1 білий король | d8 чорна тура · f8 чорний кінь · g8 білий слон · d7 чорний пішак · f7 білий кінь · a6 чорна тура · e6 чорний король · f6 білий кінь · h6 біла тура · h5 білий пішак · e4 чорний ферзь · f4 білий пішак · e3 чорний кінь · a2 чорний слон · e1 білий король | d8 чорна тура · f8 чорний кінь · g8 білий слон · d7 чорний пішак · f7 білий кінь · a6 чорна тура · e6 чорний король · f6 білий кінь · h6 біла тура · h5 білий пішак · e4 чорний ферзь · f4 білий пішак · e3 чорний кінь · a2 чорний слон · e1 білий король | d8 чорна тура · f8 чорний кінь · g8 білий слон · d7 чорний пішак · f7 білий кінь · a6 чорна тура · e6 чорний король · f6 білий кінь · h6 біла тура · h5 білий пішак · e4 чорний ферзь · f4 білий пішак · e3 чорний кінь · a2 чорний слон · e1 білий король | d8 чорна тура · f8 чорний кінь · g8 білий слон · d7 чорний пішак · f7 білий кінь · a6 чорна тура · e6 чорний король · f6 білий кінь · h6 біла тура · h5 білий пішак · e4 чорний ферзь · f4 білий пішак · e3 чорний кінь · a2 чорний слон · e1 білий король | d8 чорна тура · f8 чорний кінь · g8 білий слон · d7 чорний пішак · f7 білий кінь · a6 чорна тура · e6 чорний король · f6 білий кінь · h6 біла тура · h5 білий пішак · e4 чорний ферзь · f4 білий пішак · e3 чорний кінь · a2 чорний слон · e1 білий король | d8 чорна тура · f8 чорний кінь · g8 білий слон · d7 чорний пішак · f7 білий кінь · a6 чорна тура · e6 чорний король · f6 білий кінь · h6 біла тура · h5 білий пішак · e4 чорний ферзь · f4 білий пішак · e3 чорний кінь · a2 чорний слон · e1 білий король | 1 |
|   | a | b | c | d | e | f | g | h |   |

FEN: 3r1nB1/3p1N2/r3kN1R/7P/4qP2/4n3/b7/4K3
2 Sol
I  1.Kf5 Sd5 2.Rxh6 Sxh6# (MM)
II 1.Ke7 Sd6 2.Bxg8 Sxg8#

Чорний король стоїть на ключовому полі, через яке, для досягнення мети, повинні пройти чорні лінійні фігури. Тому вступний хід короля чорних звільняє лінію для наступних ходів в першій фазі тури, а в другій фазі слона.
|   | a | b | c | d | e | f | g | h |   |
| 8 | f5 чорний король · g5 чорна тура · h5 білий пішак · e4 білий кінь · g4 чорний слон · g3 білий король · h1 білий кінь | f5 чорний король · g5 чорна тура · h5 білий пішак · e4 білий кінь · g4 чорний слон · g3 білий король · h1 білий кінь | f5 чорний король · g5 чорна тура · h5 білий пішак · e4 білий кінь · g4 чорний слон · g3 білий король · h1 білий кінь | f5 чорний король · g5 чорна тура · h5 білий пішак · e4 білий кінь · g4 чорний слон · g3 білий король · h1 білий кінь | f5 чорний король · g5 чорна тура · h5 білий пішак · e4 білий кінь · g4 чорний слон · g3 білий король · h1 білий кінь | f5 чорний король · g5 чорна тура · h5 білий пішак · e4 білий кінь · g4 чорний слон · g3 білий король · h1 білий кінь | f5 чорний король · g5 чорна тура · h5 білий пішак · e4 білий кінь · g4 чорний слон · g3 білий король · h1 білий кінь | f5 чорний король · g5 чорна тура · h5 білий пішак · e4 білий кінь · g4 чорний слон · g3 білий король · h1 білий кінь | 8 |
| 7 | f5 чорний король · g5 чорна тура · h5 білий пішак · e4 білий кінь · g4 чорний слон · g3 білий король · h1 білий кінь | f5 чорний король · g5 чорна тура · h5 білий пішак · e4 білий кінь · g4 чорний слон · g3 білий король · h1 білий кінь | f5 чорний король · g5 чорна тура · h5 білий пішак · e4 білий кінь · g4 чорний слон · g3 білий король · h1 білий кінь | f5 чорний король · g5 чорна тура · h5 білий пішак · e4 білий кінь · g4 чорний слон · g3 білий король · h1 білий кінь | f5 чорний король · g5 чорна тура · h5 білий пішак · e4 білий кінь · g4 чорний слон · g3 білий король · h1 білий кінь | f5 чорний король · g5 чорна тура · h5 білий пішак · e4 білий кінь · g4 чорний слон · g3 білий король · h1 білий кінь | f5 чорний король · g5 чорна тура · h5 білий пішак · e4 білий кінь · g4 чорний слон · g3 білий король · h1 білий кінь | f5 чорний король · g5 чорна тура · h5 білий пішак · e4 білий кінь · g4 чорний слон · g3 білий король · h1 білий кінь | 7 |
| 6 | f5 чорний король · g5 чорна тура · h5 білий пішак · e4 білий кінь · g4 чорний слон · g3 білий король · h1 білий кінь | f5 чорний король · g5 чорна тура · h5 білий пішак · e4 білий кінь · g4 чорний слон · g3 білий король · h1 білий кінь | f5 чорний король · g5 чорна тура · h5 білий пішак · e4 білий кінь · g4 чорний слон · g3 білий король · h1 білий кінь | f5 чорний король · g5 чорна тура · h5 білий пішак · e4 білий кінь · g4 чорний слон · g3 білий король · h1 білий кінь | f5 чорний король · g5 чорна тура · h5 білий пішак · e4 білий кінь · g4 чорний слон · g3 білий король · h1 білий кінь | f5 чорний король · g5 чорна тура · h5 білий пішак · e4 білий кінь · g4 чорний слон · g3 білий король · h1 білий кінь | f5 чорний король · g5 чорна тура · h5 білий пішак · e4 білий кінь · g4 чорний слон · g3 білий король · h1 білий кінь | f5 чорний король · g5 чорна тура · h5 білий пішак · e4 білий кінь · g4 чорний слон · g3 білий король · h1 білий кінь | 6 |
| 5 | f5 чорний король · g5 чорна тура · h5 білий пішак · e4 білий кінь · g4 чорний слон · g3 білий король · h1 білий кінь | f5 чорний король · g5 чорна тура · h5 білий пішак · e4 білий кінь · g4 чорний слон · g3 білий король · h1 білий кінь | f5 чорний король · g5 чорна тура · h5 білий пішак · e4 білий кінь · g4 чорний слон · g3 білий король · h1 білий кінь | f5 чорний король · g5 чорна тура · h5 білий пішак · e4 білий кінь · g4 чорний слон · g3 білий король · h1 білий кінь | f5 чорний король · g5 чорна тура · h5 білий пішак · e4 білий кінь · g4 чорний слон · g3 білий король · h1 білий кінь | f5 чорний король · g5 чорна тура · h5 білий пішак · e4 білий кінь · g4 чорний слон · g3 білий король · h1 білий кінь | f5 чорний король · g5 чорна тура · h5 білий пішак · e4 білий кінь · g4 чорний слон · g3 білий король · h1 білий кінь | f5 чорний король · g5 чорна тура · h5 білий пішак · e4 білий кінь · g4 чорний слон · g3 білий король · h1 білий кінь | 5 |
| 4 | f5 чорний король · g5 чорна тура · h5 білий пішак · e4 білий кінь · g4 чорний слон · g3 білий король · h1 білий кінь | f5 чорний король · g5 чорна тура · h5 білий пішак · e4 білий кінь · g4 чорний слон · g3 білий король · h1 білий кінь | f5 чорний король · g5 чорна тура · h5 білий пішак · e4 білий кінь · g4 чорний слон · g3 білий король · h1 білий кінь | f5 чорний король · g5 чорна тура · h5 білий пішак · e4 білий кінь · g4 чорний слон · g3 білий король · h1 білий кінь | f5 чорний король · g5 чорна тура · h5 білий пішак · e4 білий кінь · g4 чорний слон · g3 білий король · h1 білий кінь | f5 чорний король · g5 чорна тура · h5 білий пішак · e4 білий кінь · g4 чорний слон · g3 білий король · h1 білий кінь | f5 чорний король · g5 чорна тура · h5 білий пішак · e4 білий кінь · g4 чорний слон · g3 білий король · h1 білий кінь | f5 чорний король · g5 чорна тура · h5 білий пішак · e4 білий кінь · g4 чорний слон · g3 білий король · h1 білий кінь | 4 |
| 3 | f5 чорний король · g5 чорна тура · h5 білий пішак · e4 білий кінь · g4 чорний слон · g3 білий король · h1 білий кінь | f5 чорний король · g5 чорна тура · h5 білий пішак · e4 білий кінь · g4 чорний слон · g3 білий король · h1 білий кінь | f5 чорний король · g5 чорна тура · h5 білий пішак · e4 білий кінь · g4 чорний слон · g3 білий король · h1 білий кінь | f5 чорний король · g5 чорна тура · h5 білий пішак · e4 білий кінь · g4 чорний слон · g3 білий король · h1 білий кінь | f5 чорний король · g5 чорна тура · h5 білий пішак · e4 білий кінь · g4 чорний слон · g3 білий король · h1 білий кінь | f5 чорний король · g5 чорна тура · h5 білий пішак · e4 білий кінь · g4 чорний слон · g3 білий король · h1 білий кінь | f5 чорний король · g5 чорна тура · h5 білий пішак · e4 білий кінь · g4 чорний слон · g3 білий король · h1 білий кінь | f5 чорний король · g5 чорна тура · h5 білий пішак · e4 білий кінь · g4 чорний слон · g3 білий король · h1 білий кінь | 3 |
| 2 | f5 чорний король · g5 чорна тура · h5 білий пішак · e4 білий кінь · g4 чорний слон · g3 білий король · h1 білий кінь | f5 чорний король · g5 чорна тура · h5 білий пішак · e4 білий кінь · g4 чорний слон · g3 білий король · h1 білий кінь | f5 чорний король · g5 чорна тура · h5 білий пішак · e4 білий кінь · g4 чорний слон · g3 білий король · h1 білий кінь | f5 чорний король · g5 чорна тура · h5 білий пішак · e4 білий кінь · g4 чорний слон · g3 білий король · h1 білий кінь | f5 чорний король · g5 чорна тура · h5 білий пішак · e4 білий кінь · g4 чорний слон · g3 білий король · h1 білий кінь | f5 чорний король · g5 чорна тура · h5 білий пішак · e4 білий кінь · g4 чорний слон · g3 білий король · h1 білий кінь | f5 чорний король · g5 чорна тура · h5 білий пішак · e4 білий кінь · g4 чорний слон · g3 білий король · h1 білий кінь | f5 чорний король · g5 чорна тура · h5 білий пішак · e4 білий кінь · g4 чорний слон · g3 білий король · h1 білий кінь | 2 |
| 1 | f5 чорний король · g5 чорна тура · h5 білий пішак · e4 білий кінь · g4 чорний слон · g3 білий король · h1 білий кінь | f5 чорний король · g5 чорна тура · h5 білий пішак · e4 білий кінь · g4 чорний слон · g3 білий король · h1 білий кінь | f5 чорний король · g5 чорна тура · h5 білий пішак · e4 білий кінь · g4 чорний слон · g3 білий король · h1 білий кінь | f5 чорний король · g5 чорна тура · h5 білий пішак · e4 білий кінь · g4 чорний слон · g3 білий король · h1 білий кінь | f5 чорний король · g5 чорна тура · h5 білий пішак · e4 білий кінь · g4 чорний слон · g3 білий король · h1 білий кінь | f5 чорний король · g5 чорна тура · h5 білий пішак · e4 білий кінь · g4 чорний слон · g3 білий король · h1 білий кінь | f5 чорний король · g5 чорна тура · h5 білий пішак · e4 білий кінь · g4 чорний слон · g3 білий король · h1 білий кінь | f5 чорний король · g5 чорна тура · h5 білий пішак · e4 білий кінь · g4 чорний слон · g3 білий король · h1 білий кінь | 1 |
|   | a | b | c | d | e | f | g | h |   |

FEN: 8/8/8/5krP/4N1b1/6K1/8/7N
b) g3 → e3

a) 1.Ke5 Shf2 2.Be6+ Sg4+ 3.Kf5 Sd6# (IM)

b) 1.Ke6 Shg3 2.Re5 Se2 3.Kf5 Sd4# (IM)
Чорний король стоїть на ключовому полі, через яке, для досягнення мети, повинні пройти чорні лінійні фігури. Тому вступний хід короля чорних звільняє лінію для наступних ходів в першій фазі слона, а в другій фазі тури. На третьому ході чорний король повертається на поле з якого пішов, в результаті чого додатково виражено тему Класінца. Матові картини з ідеальними матами. 